# Les Sims 4 : Vie à la campagne
Les Sims 4 : Vie à la campagne (The Sims 4 : Cottage Living) est le onzième pack d'extension du jeu vidéo de simulation de vie Les Sims 4. Il est sorti le 22 juillet 2021 sur Windows, macOS, PS4 et Xbox One. Ce nouveau pack d'extension permet aux joueurs et joueuses de gérer une vie à la campagne avec un nouveau monde rural et de nouveaux animaux.

## Description
Dans l'extension Les Sims 4 : Vie à la campagne, il est possible pour les joueurs de gérer leur ferme en pouvant élever et se lier d'amitié avec les animaux. La ville de Henford-on-Bagley fait son apparition, cette ville rurale et chaleureuse où tout le monde se connaît permet aux joueurs de s'initier à la vie agricole. Les défis de terrains font également leur apparition et permettent aux sims de vivre de la terre et de pouvoir participer aux concours de la Foire de Finchwink, !

## Nouveautés
- Nouveau monde : Henford-on-Bagley
- Nouveaux animaux : lapins, poulets, vaches, renards, lamas, oiseaux
- Nouveaux objets
- Nouvelle compétence :
- Nouveau gameplay
- Nouveaux vêtements, coiffures
- Nouveaux traits : passionné des animaux, intolérant au lactose
- Ajout des défis de terrain
- Nouvelle aspiration : gardien ou gardienne de la campagne

## Réception
Les Sims 4 : Vie à la campagne a reçu une note de 81 sur 100 sur Metacritic, basée sur 13 avis.